# Phek (stad)
Phek is een dorp in het district Phek van de Indiase staat Nagaland. 

## Demografie
Volgens de Indiase volkstelling van 2001 wonen er 12.863 mensen in Phek, waarvan 57% mannelijk en 43% vrouwelijk is. De plaats heeft een alfabetiseringsgraad van 74%. 